# Madison (Arkansas)
Madison è una città degli Stati Uniti d'America situata nello Stato dell'Arkansas, nella Contea di St. Francis.